# Kıranyer, Babadağ
Kıranyer là một xã thuộc huyện Babadağ, tỉnh Denizli, Thổ Nhĩ Kỳ. Dân số thời điểm năm 2010 là 55 người.